# (209) Dido
(209) Dido – planetoida z grupy pasa głównego asteroid okrążająca Słońce w ciągu 5 lat i 212 dni w średniej odległości 3,14 j.a. Została odkryta 22 października 1879 roku w Clinton położonym, w hrabstwie Oneida, w stanie Nowy Jork przez Christiana Petersa. Nazwa planetoidy pochodzi od legendarnej założycielki i pierwszej królowej Kartaginy Dydony.